# 白腹鸛
白腹鸛（學名：Ciconia abdimii），是原產非洲和西南阿拉伯半島的一種小型鸛類。棲較乾旱的地帶。食昆蟲，尤喜蝗蟲。

## 外形
它是鸛屬中最小的鹳，成体长约73厘米，重量仅1千克。

## 图集

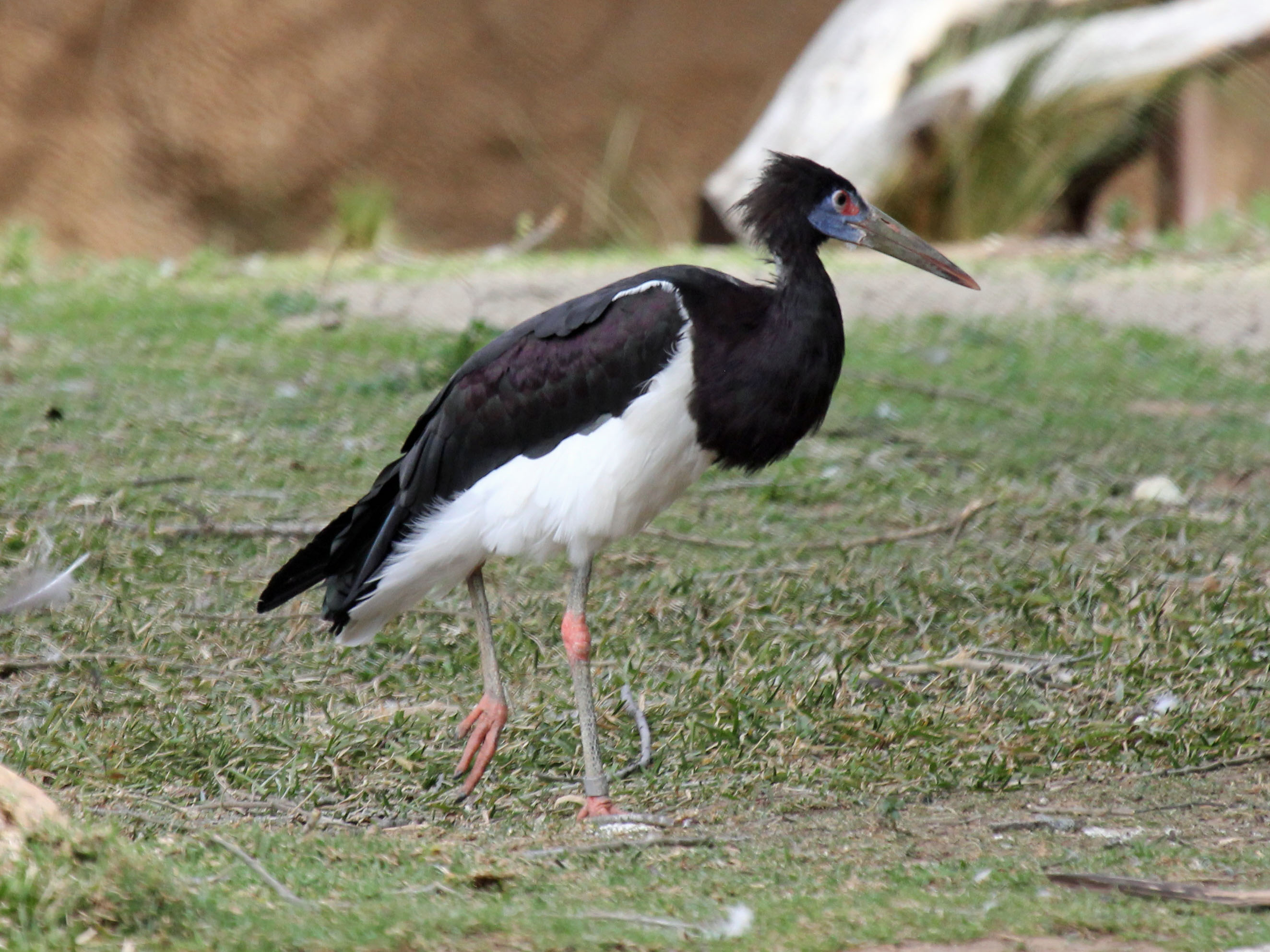
圣迭戈动物园的白腹鸛
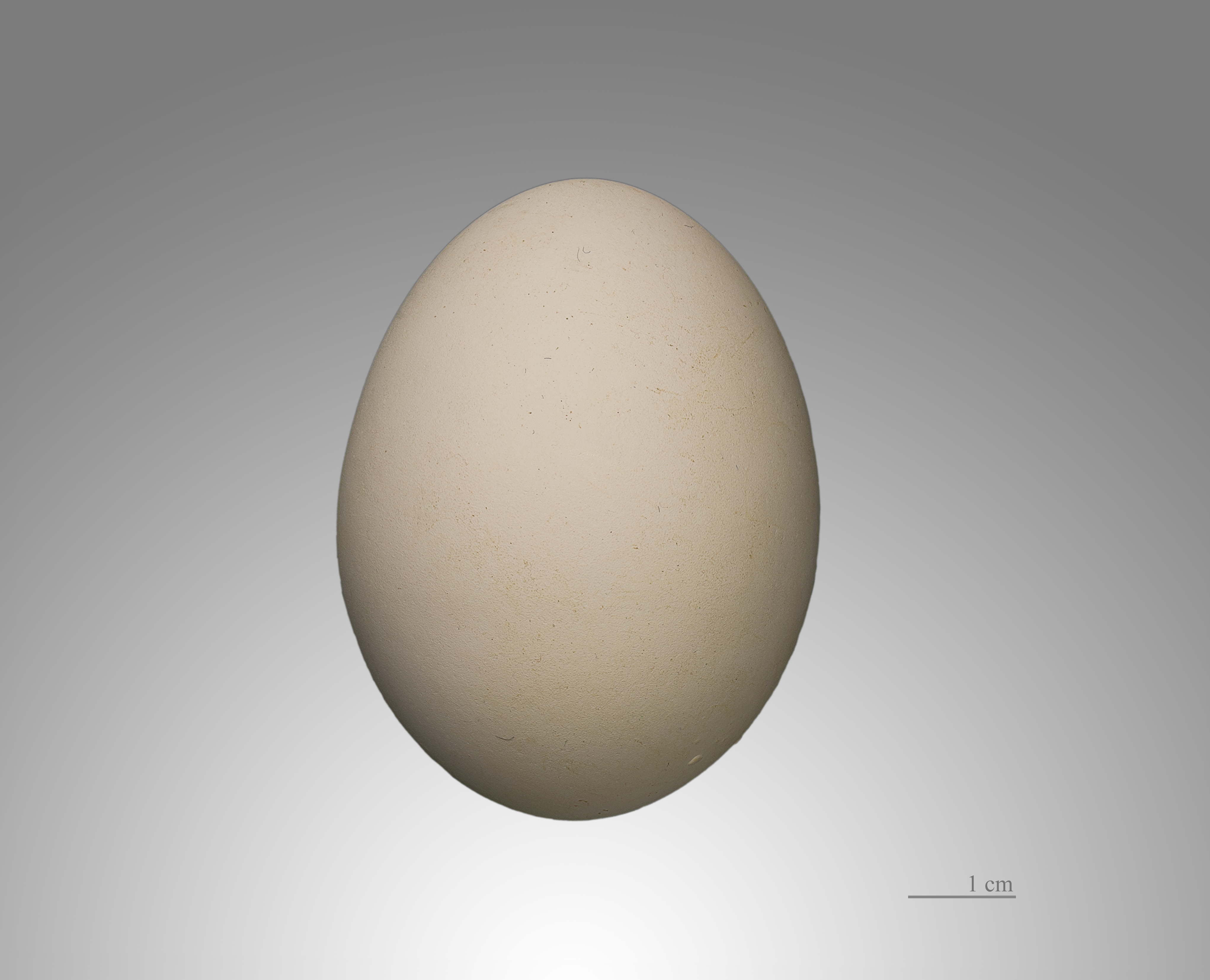
圖盧茲博物馆